# Зловонные цветы

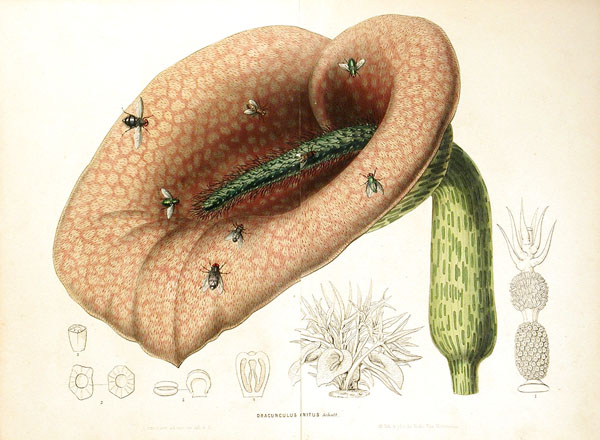
Helicodiceros muscivorus. Луи Ван-Гутта из книги «Flore des serres et des Jardins de l’Europe», 1849 г.

Зловонные цветы, или цветы с запахом падали, — растения, цветки которых испускают резкий, неприятный для человека запах с целью привлечения опылителей-сапрофагов — насекомых, питающихся разлагающейся органикой (сапро-, копро- и некрофаги) или откладывающие яйца в падаль. Эти насекомые посещают цветы, принимая их за мёртвое животное или фекалии, и в некоторых случаях даже откладывают яйца на цветах. Обманутые насекомые переносят пыльцу между цветами и, таким образом, выступают в качестве опылителей растений. Чаще всего запах имитирует аромат гниющего мяса или рыбы, но также может напоминать запах разлагающейся мочи, крови, навозной жижи или гниющих грибов.
Эмиссия летучих смесей с преобладанием олигосульфидов, очень похожих на те, что выделяет падаль, развилась независимо по крайней мере в пяти семействах растений (Annonaceae, Apocynaceae, Araceae, Orchidaceae и Rafflesiaceae) и характеризует растения, связанные в основном с опылением некрофагическими мухами и жуками. Популярными опылителями цветов с запахом падали являются падальные мухи (Calliphoridae), настоящие мухи (Muscidae), серые мясные мухи (Sarcophagidae) и различные виды жуков.
Помимо характерного запаха, зловонные цветы часто обладают рядом дополнительных морфологических и физиологических особенностей, усиливающих мимикрию разлагающегося трупа. К таким признакам относятся:
- специфическая окраска цветков — тёмно-бордовая[4], красная, фиолетовая или коричневая, нередко с контрастными пятнами и узорами, имитирующими повреждённую или разложившуюся плоть;
- наличие волосков, напоминающих шерсть млекопитающих или мицелий плесени; иногда волоски играют роль ловушек, мешающих опылителю быстро выбраться из цветка;
- строение цветка, включающее полости, лакуны, папулы и нитевидные выросты; форма может быть радиальной или зигоморфной, часто глубокой, с ловчими структурами, направляющими опылителей внутрь; в некоторых случаях цветок принимает форму «фонаря»[5];
- термогенез — активное повышение температуры внутри цветка для усиления испарения летучих веществ и/или имитации тепла разлагающейся органики[7][8];
- гигантизм — крупные размеры цветка позволяют эффективнее привлекать насекомых с больших расстояний[4][2];
- обманные фототропические пятна, или так называемые «световые окна», заменяющие настоящие указатели нектара[англ.]* и направляющие насекомых внутрь соцветия[5].

Обычно при таком опылении насекомые оказываются обманутыми — они не получают пищу для себя или личинок, хотя некоторые виды всё-таки вырабатывают нектар. Отдельные виды могут временно ловить и удерживать насекомых, чтобы обеспечить сбор и перенос пыльцы. Чтобы произошло перекрёстное опыление, освобожденное насекомое должно быть снова поймано в ловушку другим цветком того же вида.
Интересно, что неприятный запах может быть характерен и для некоторых хироптерофильных растений (опыляемых летучими мышами). В таких случаях аромат напоминает секрет желез самих летучих мышей, что делает его привлекательным для этих опылителей, но отталкивающим для человека.

## Опыление сапрофильными опылителями

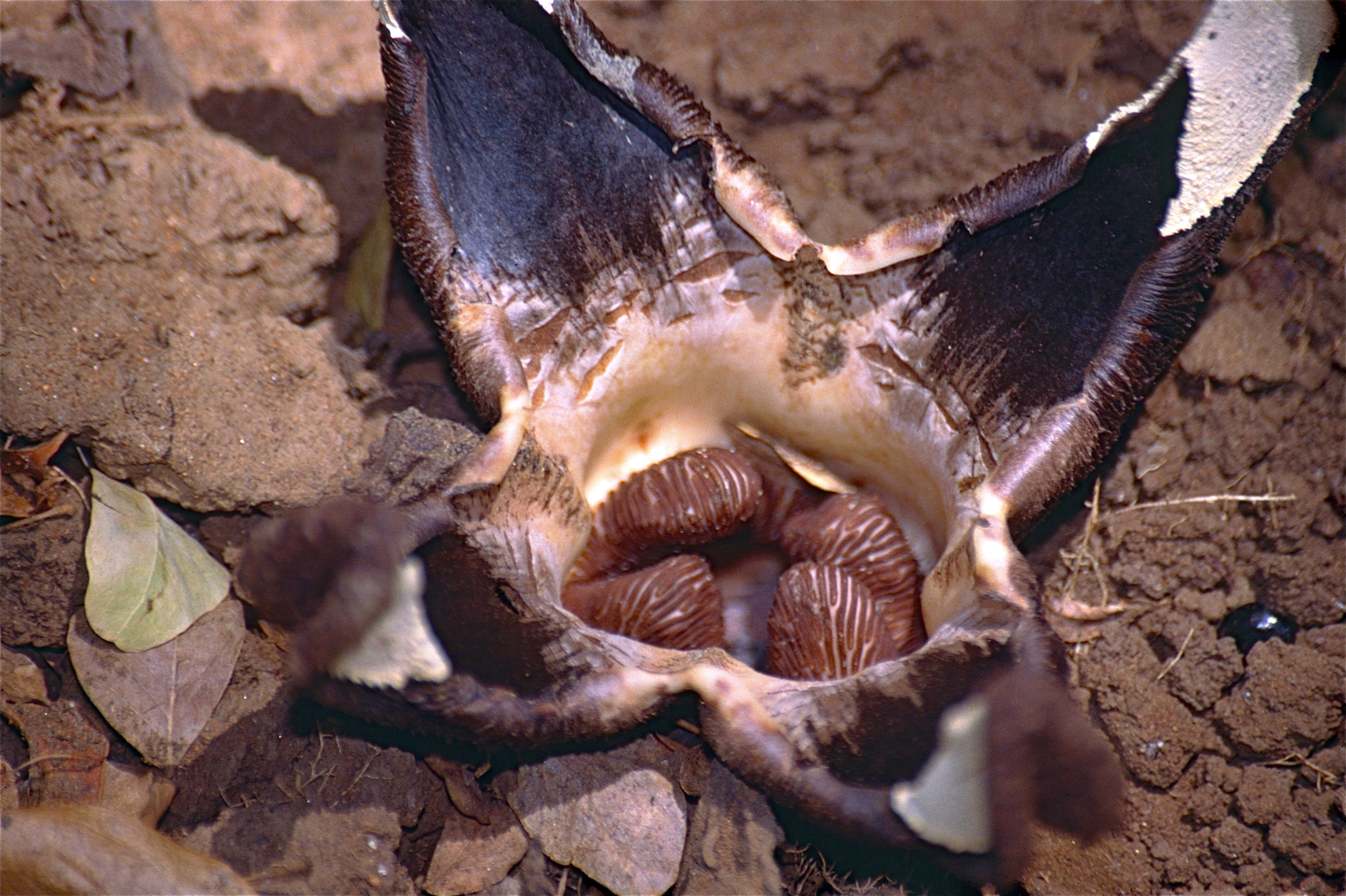
Hydnora esculenta. Растения рода Hydnora долгое время ошибочно считались грибами, так как кроме зловонного цветка у этого паразитического растения нет других органов

Опыление сапрофильными опылителями (др.-греч. σαπρός, sapros — «гнилой» и φιλία, philia — «любовь», «влечение») — вид энтомофильного опыления, когда в качестве опылителей выступают насекомые, которые питаются гнилым мясом или откладывают яйца в падаль. В свою очередь, выделяют более узкие понятия:
- Сапромиофилия (др.-греч. μύια, myia — «муха») — вид энтомофильного опыления, когда в качестве опылителей выступают навозные и падальные мухи[10].
- Сапрокантарофилия (др.-греч. κάνθᾰρος, kantharos — «жук», особенно навозник или скарабей) — вид энтомофильного опыления, когда в качестве опылителей выступают навозные и падальные жуки[10].

Сапрофилия является примером конвергентной эволюции — такая специализация цветков появлялась несколько раз независимо в разных ботанических семействах, даже расположенных далеко в филогенетическом древе. В частности опыление сапрофилами отмечено у 15 видов и 8 родов — в семействе Annonaceae (Анноновые), 75 видов и 15 родов — в семействе Apocynaceae (Кутровые), 29 видов и 7 родов — в Araceae (Ароидные), 13 видов и 1 род — в Aristolochiaceae (Кирказоновые), 4 вида и 3 рода — в Orchidaceae (Орхидные), 27 видов и 3 рода — Rafflesiaceae (Раффлезиевые), 10 видов и 1 род — в Dioscoreaceae (Диоскорейные).
Согласно принципу оптимального распределения ресурсов, который отражает существование эволюционных компромиссов между различными биологическими признаками, большинство этих растений используют врожденные и приобретенные реакции насекомых на визуальные или обонятельные сигналы, не предлагая никакого вознаграждения (исключением являются стапелиевые, большинство из которых предлагают нектар), так что опылители не откладывают в них яйца. Когда насекомые откладывают яйца в цветы, полагая, что откладывают яйца в плоть мёртвого животного, отношения становятся паразитическими, поскольку личинки мух или жуков быстро погибают от голода. Этот обман также называется мимикрией. Иногда растение-хозяин может заманить опылителя в ловушку во время процесса опыления/питания.
Для успешного перекрёстного опыления растение должно обмануть насекомое дважды: в первый раз пыльца попадает на органы насекомого, второй — пыльца с органов насекомого переносится на репродуктивные органы растения.
Тело опылителя механически способствует прилипанию пыльцы, что необходимо для её эффективного распространения. Узнаваемый запах падали цветов выделяется лепестками как мужских, так и женских цветов, а пыльца привлекает жуков и мух.

## Внешний облик и аттракторы

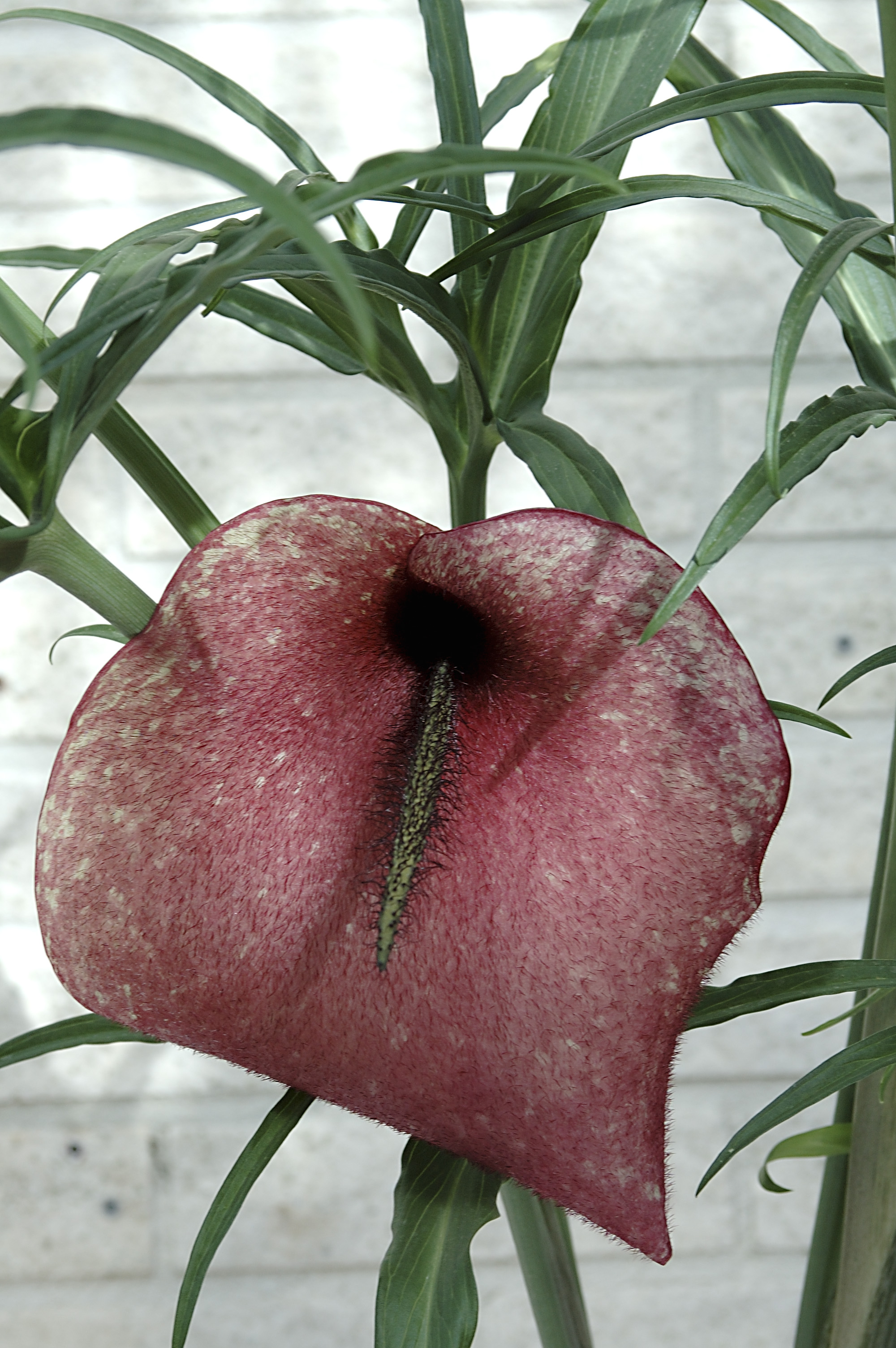
По мнению некоторых исследователей, запах и соцветия Helicodiceros muscivorus напоминают анус и хвост мертвого животного

Хотя сапрофагные насекомые привлекаются с дальних расстояний в первую очередь запахом, визуальное взаимодействие также является важным фактором. Для того чтобы произошло опыление, между цветком и опылителем должны существовать отношения притяжения.

### Окраска и поверхность
Мух-опылителей обычно привлекают бледные, тусклые растения или растения с полупрозрачными пятнами, окраски, напоминающие открытые раны или кусок испорченного мяса. Тёмно-красные цвета имитируют плоть, а пятна и линии — открытые раны.
Также для визуального привлечения растения используют волоски, имитирующие плесень или волосы млекопитающих.
Кроме того, эти растения производят пыльцу, не имеют нектаропроводящих органов, а цветы напоминают воронку или сложную ловушку.

### Гигантизм
К зловонным растениям относится растение с самым крупным соцветием — аморфофаллус титанический (Amorphophallus titanum) и с самым крупным цветком — Раффлезия Арнольда (Rafflesia arnoldii).
Данные свидетельствуют о том, что в семействе Раффлезиевых морфологическая диверсификация происходила с взрывной скоростью, при этом некоторые линии демонстрируют более чем трёхкратное увеличение размера цветка за период чуть более миллиона лет. Было выдвинуто несколько гипотез для объяснения этой тенденции к гигантизму среди цветов с запахом падали, включая визуальную мимикрию туш крупных животных или производство дополнительного запаха и тепла, но ни одно из этих объяснений не было тщательно проверено.

### Термогенез
Среди зловонных растений часто встречается термогенез — активное повышение температуры посредством метаболических реакций. Так, при температуре окружающего воздуха +15 °C температура цветка Helicodiceros muscivorus может достигать 30 °С.
Было высказано предположение, что повышение температуры имитирует производство тепла разлагающимися трупами животных. Тепло может быть частью обмана, убеждая насекомых, что они прибыли на гниющий труп, и таким образом заманивая их в камеру цветка.
Тепло также может способствовать испарению соединений запаха. Производство тепла часто синхронизировано с выделением запаха, что предполагает, что это может быть частью механизма привлечения. Выделение тепла сопровождается также выделением углекислого газа, который является притягательным для некоторых насекомых.

## Запах

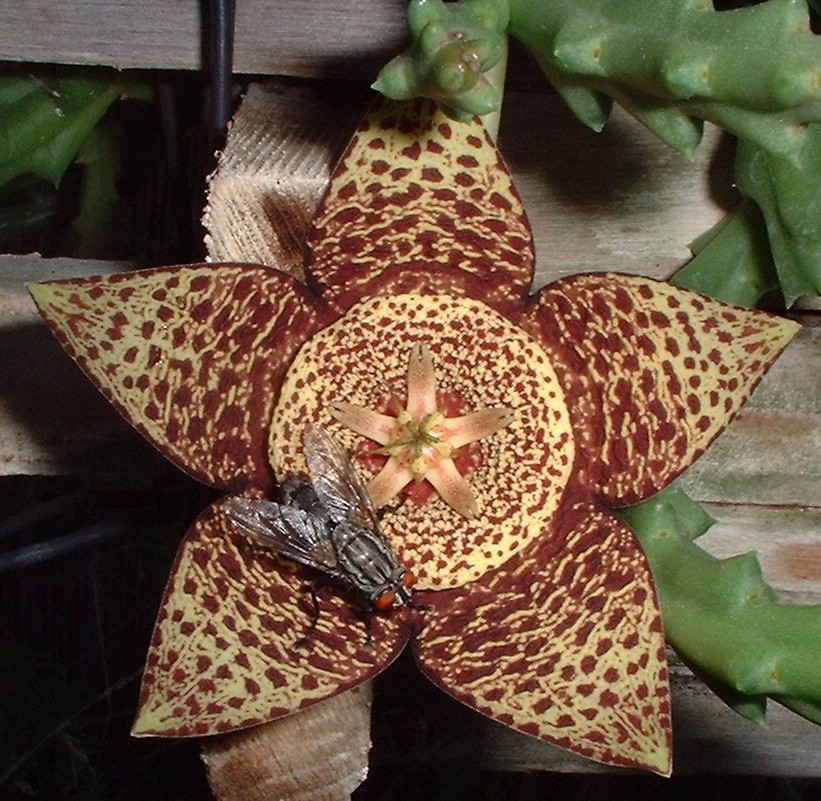
Комнатная муха на цветке Орбея пёстрая|орбеи пёстрой (Orbea variegata)

Хотя для человека различные запахи можно назвать собирательным понятием «зловонные», появляется всё больше доказательств того, что растения используют различные химические стратегии для привлечения сапрофагов, копрофагов и некрофагов соответственно. Среди растений со зловонным запахом есть и «обобщённые подражатели», которые привлекают широкий спектр насекомых и испускают некий обобщённый запах (например, приманивают и «падальщиков» трупным запахом и «навозников» запахом навоза травоядных животных), и «точные подражатели», которые специализируются на каком-то конкретном виде насекомых и воспроизводят запах конкретного аттрактора максимально точно. Например, Orchidantha inouei привлекает жуков навозным запахом, но он не привлекает навозных или падальных мух. Это позволяет предположить, что запах Orchidantha inouei не является точной имитацией запаха навоза или падали. А Orchidantha virosa опыляется не навозными жуками, а жуками-падальщиками Phaeochrous sp. (Hybosoridae), помимо которых цветки посещают плодовые мушки (Drosophilidae), настоящие мухи (Muscidae), горбатки (Phoridae), коротконадкрылые жуки (Staphylinidae) и муравьи.
Синдром сапромиофилии (опыление мухами) связан с сильным аминоидным, индоловым, скатоловым или кадавериновым запахом, который напоминает запах разлагающегося белка, гнилой рыбы, навоза, мочи, грибов, капусты или лука.
На человеческий нюх зловонные цветы пахнут удивительно похоже на гниющую плоть животных. Это было подтверждено анализами с помощью газовой хроматографии, которые показали, что смеси летучих соединений, выделяемых цветами, поразительно похожи на те, что выделяют мёртвые животные на ранних стадиях разложения. В частности, цветы выделяют олигосульфиды (диметил-моно-, ди- и трисульфиды), которые придают характерный запах разлагающейся плоти. В частности биохимические тесты на видах Amorphophallus выявили дурно пахнущие диметилсульфиды, такие как диметилдисульфид и диметилтрисульфид. Эти сульфиды образуются в результате деградации белка, в частности серосодержащих аминокислот метионина и цистеина. Исследования показали, что антенны многих мух и жуков реагируют на диметилдисульфид (DMDS) и диметилтрисульфид (DMTS), и что мухи могут привлекаться этими соединениями даже в отсутствие визуальных признаков.
Источники уникального аромата цветов до конца не установлены, отчасти из-за крайне низкой концентрации соединений (от 5 до 10 частей на миллиард). У других видов были обнаружены следовые количества аминов, таких как путресцин и кадаверин. Метилтиоацетат (имеющий сырный, чесночный запах) и изовалериановая кислота (запах пота) также вносят свой вклад в запах цветка. Триметиламин является причиной «запаха тухлой рыбы» к концу жизни цветка.
Некоторые виды орхидей привлекают самок кровососущих мошек белковыми выделениями на губах, которые имитируют запах крови.

## Некоторые представители

### Аморфофаллус

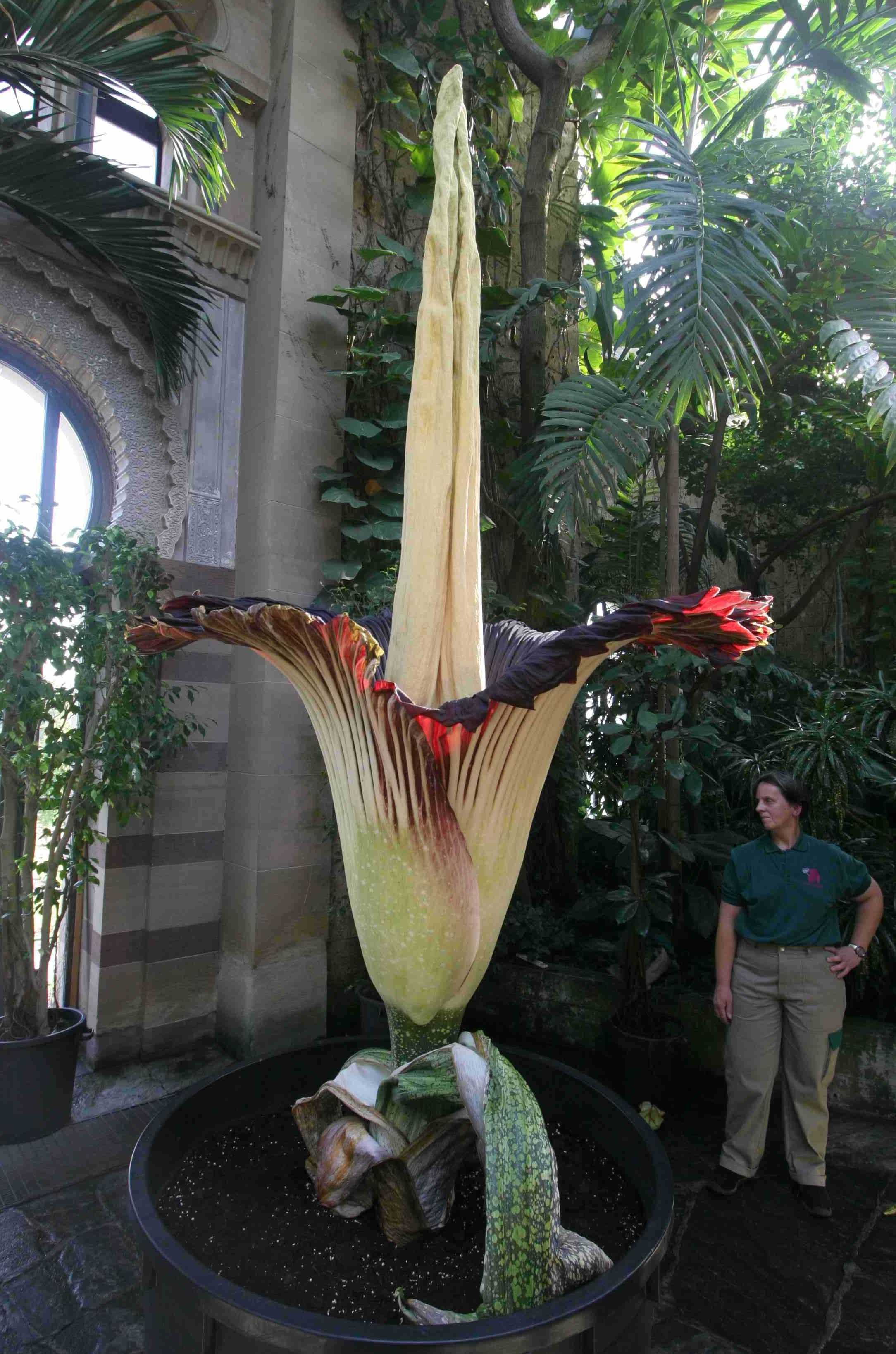
Amorphophallus titanum в Ботаническом и зоологическом саду Вильгельма, Штутгарт

Многие растения рода Аморфофаллус (Amorphophallus) семейства Araceae известны своим трупным запахом.
Одним из таких растений является аморфофаллус титанический (Amorphophallus titanum), имеющий самое большое в мире неразветвленное соцветие. У этого растения не один цветок, а соцветие или сложный цветок, состоящий из початка или стебля небольших и анатомически уменьшенных мужских и женских цветков, окруженных покрывалом, напоминающим один гигантский лепесток. Это растение обладает механизмом нагревания початка, что усиливает выделение сильного запаха для привлечения опылителей — жуков-падальщиков и серых мясных мух (Sarcophagidae). Впервые научное описание было дано в 1878 году на Суматре.
Amorphophallus hohenackeri эффективно опыляется мелкими жуками Haptoncurina motschulskii (Nitidulidae).

### Раффлезия

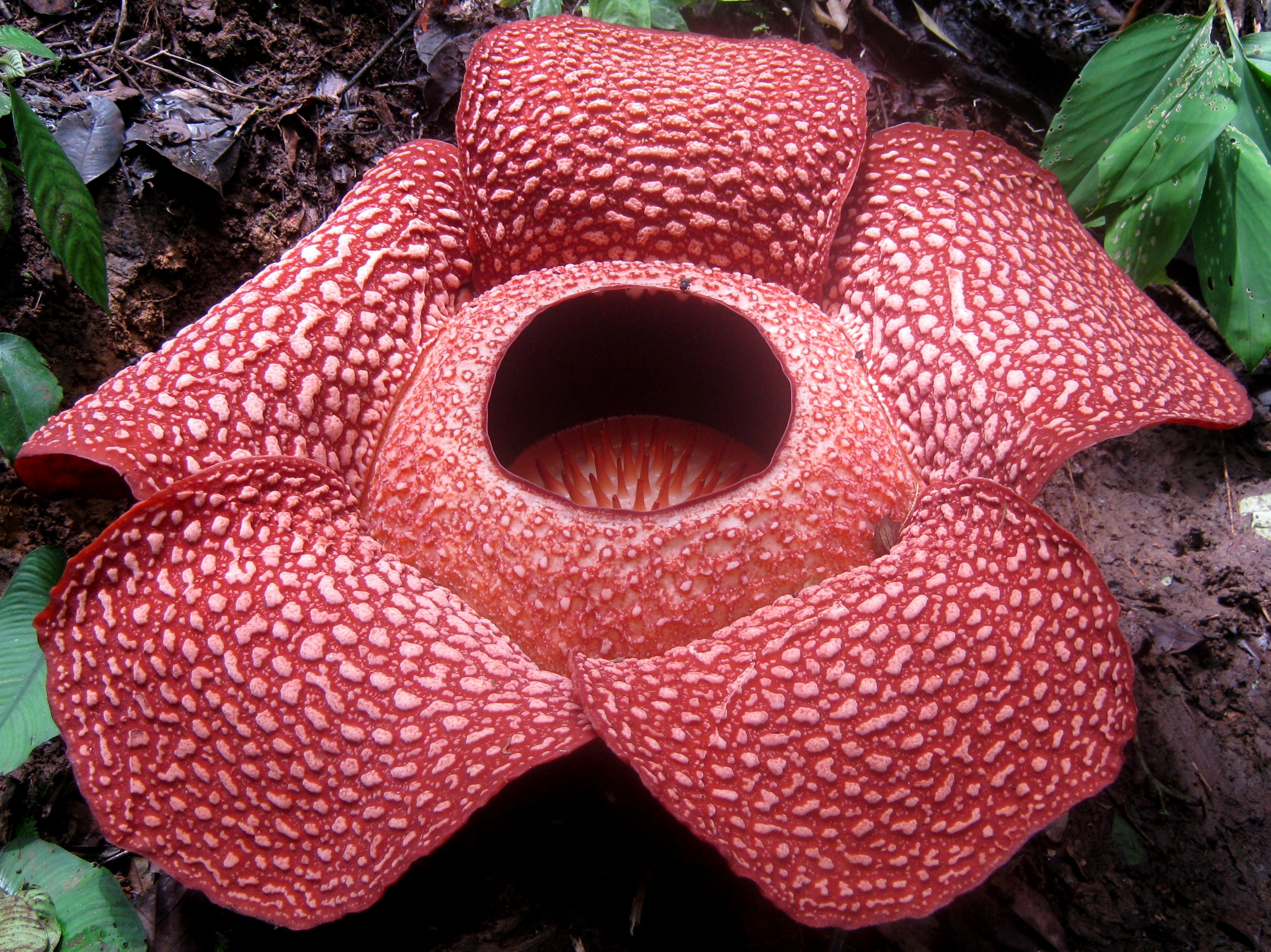
Раффлезия Арнольда — самый большой цветок в мире, покрыт волдырями с кремовыми пустулами. Гигантизм связан с большей эффективностью производства и распространения запаха падали, который привлекает насекомых, таких как муха Chrysomyia megacephala

Цветки растений рода Раффлезия (семейство Раффлезиевые) источают запах, привлекающий мух, опыляющих растение. Самый большой в мире одиночный цветок — у R. arnoldii. Этот редкий цветок произрастает в тропических лесах Борнео и Суматры. Он может вырасти до 90 см в поперечнике и весить до 7 кг. R. arnoldii — паразитическое растение на лиане Тетрастигма, произрастающее только в первичных тропических лесах. У него нет видимых листьев, корней или стебля. Он не фотосинтезирует, а использует растение-хозяина для получения воды и питательных веществ.

### Стапелия

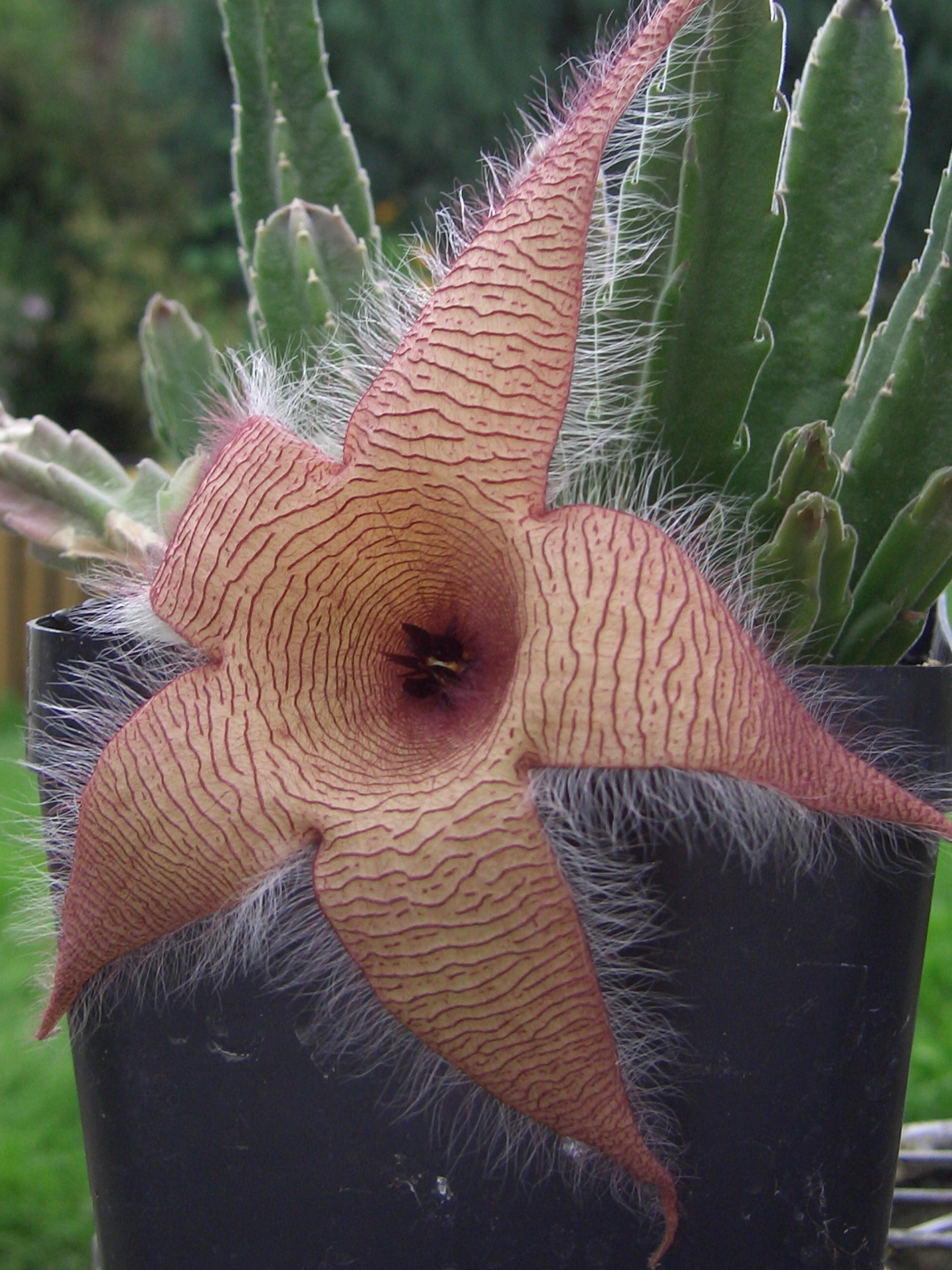
Белые волоски на лепестках телесного цвета цветка Stapelia gigantea имитирую слой плесени, растущей на разлагающемся веществе. Чтобы найти нектар, насекомые должны вставить свой хоботок в щель гиностегия, центрального столбика цветка

Цветки растений рода Stapelia также известны своим запахом падали. Это небольшие, похожие на кактусы, суккулентные растения без колючек. Большинство видов произрастают в Южной Африке и выращиваются в качестве горшечных растений в других местах. Цветки всех видов в разной степени опушены. Цвет и запах цветов напоминают гниющее мясо. Это привлекает мух-падальщиков для опыления. Цветки у некоторых видов могут быть очень большими, в частности, у Stapelia gigantea они могут достигать 30 см в диаметре.

### Немексия
В Северной Америке травянистые лианы рода Smilax известны как цветы с запахом падали. Эти растения имеют соцветие из мелких зеленоватых цветков. Наиболее известным представителем этой группы является Smilax herbacea. Эти растения иногда относят к роду Nemexia.

### Бульбофиллум
Орхидеи рода Bulbophyllum цветут сильно пахнущими цветами. Цветы источают различные запахи, напоминающие запах сока, мочи, крови, навоза, падали, а у некоторых видов — ароматные фруктовые ароматы. Большинство из них опыляются мухами и привлекают их полчища. Цветущие Bulbophyllum beccarii, Bulbophyllum fletcherianum и Bulbophyllum phalaenopsis можно сравнить с запахом стада мертвых слонов. Иногда говорят, что их невыносимый цветочный запах затрудняет вход в теплицу, где они цветут.

### Splachnaceae
Мхи семейства Splachnaceae поселяются в основном на экскрементах плотоядных, травоядных или морских млекопитающих, или на тушках (часто мелких млекопитающих) и отрыгнутых погадках плотоядных птиц. Они испускают запахи фекалоида[неизвестный термин] или падали, привлекающие копрофильных мух, которые действуют как переносчики спор, специально нацеленные на среду, необходимую этим растениям.

## Другие представители
Анноновые (Annonaceae)
- Asimina (Азимина)
- Sapranthus

Ароидные (Araceae)
- Amorphophallus (Аморфофаллус)
- Arum maculatum (Аронник пятнистый) и Arum dioscoridis
- Dracunculus vulgaris (Дракункулюс обыкновенный)
- Helicodiceros muscivorus — в англоговорящих странах известна под обиходным названием Dead Horse Arum (с англ. — «Лилия мёртвой лошади»)[22]
- Lysichiton americanum (Лизихитон американский)
- Sauromatum venosum (Сауроматум жилковатый) — в англоговорящих странах известен под обиходным названием Voodoo lily (с англ. — «Лилия Вуду»)[22][23]
- Symplocarpus (Связноплодник) — S. foetidus (С. вонючий), S. renifolius (С. почколистный)

Баланофоровые (Balanophoraceae)
- Sarcophyte

Бигнониевые (Bignoniaceae)
- Crescentia alata (Кресцентия крылатая)

Бурманниевые (Burmanniaceae)
- Tiputinia foetida (Типутиния вонючая)

Ирисовые (Iridaceae)
- Moraea lurida (из рода Moraea)
- Ferraria crispa (Феррария курчавая)

Кирказоновые (Aristolochiaceae)
- Aristolochia (Кирказон) — A. californica, A. grandiflora, A. microstoma, A. salvadorensis, A. littoralis
- Asarum (Копытень)
- Hydnora (Гиднора) — африканские виды привлекают падальных жуков Dermestes maculatus (Dermestidae)[16]

Кутровые (Apocynaceae)
- подтриба Stapeliinae (Стапеливые) — Boucerosia frerei, Caralluma, Ceropegia[5], Duvalia, Echidnopsis, Edithcolea grandis, Hoodia, Huernia, Orbea, Piaranthus, Pseudolithos.

Лилейные (Liliaceae)
- Fritillaria camschatcensis (Рябчик камчатский)[24]

Ловиевые (Lowiaceae)
- Orchidantha inouei — вид рода Орхиданта (Orchidantha) из Борнео, имитирует запах навоза, чтобы привлечь опылителей — навозных жуков из рода Onthophagus[16]
- Orchidantha virosa — опыляется жуками-падальщиками Phaeochrous sp. (Hybosoridae), помимо которых цветки посещают плодовые мушки (Drosophilidae), настоящие мухи (Muscidae), горбатки (Phoridae), стафилиниды (Staphylinidae) и муравьи[16].

Мальвовые (Malvaceae)
- Sterculia foetida (Стеркулия вонючая)

Мелантиевые (Melanthiaceae)
- Trillium (Триллиум) — T. erectum, T. foetidissimum, T. sessile, T. stamineum

Орхидные (Orchidaceae)
- Bulbophyllum (Бульбофиллюм) — B. phalaenopsis (Б. фаленопсис), B. fascinator
, B. graveolens[23]
- Masdevallia (Масдеваллия) — M. angulata, M. colossus, M. elephanticeps, M. picea
- Satyrium pumilum

Подладанниковые (Cytinaceae)
- Bdallophytum

Раффлезиевые (Rafflesiaceae)
- Rafflesia (Раффлезия)
- Rhizanthes (Ризантес)
- Sapria (Саприя)

Спаржевые (Asparagaceae)
- Eucomis bicolor (Эвкомис двуцветный)

## В поп-культуре
Примечательная внешность зловонных растений нередко становилась источником вдохновения для создания образов чудовищ в кино и телесериалах. Так, в фильме «Обитель зла 4: Жизнь после смерти» зомби изображены с лепесткообразными выростами во рту, что делает их схожими с цветками стапелии. А в сериале «Очень странные дела» главный антагонист первого сезона и второстепенные монстры в последующих — Демогоргоны (Demogorgon) — представляют собой антропоморфных и собакообразных существ с головой, напоминающей цветок раффлезии или морскую звезду.
В анимационном научно-фантастическом сериале «Царство падальщиков» действие происходит на другой планете, где в центре внимания различные стратегии и взаимоотношения между видами и формами жизни — паразитизм, конкуренция, хищничество, симбиоз, аттракция и т. д.